# Eisenbahnnetzwerk Bremen-Niedersachsen

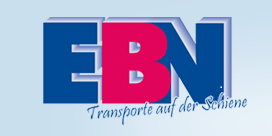
Logo Eisenbahnnetzwerk Bremen-Niedersachsen

Das Eisenbahnnetzwerk Bremen-Niedersachsen ist ein Netzwerk von Bahngesellschaften aus der Metropolregion Nordwest, um gemeinsam im Schienengüterverkehr Güterzug Leistungen anzubieten. Die Vereinigung wurde 2001 von fünf Gesellschaften gegründet.

## Die Unternehmen
Mit Stand Januar 2021 kooperieren hier:
- Bremen-Thedinghauser Eisenbahn GmbH (BTE)
- Bentheimer Eisenbahn
- Delmenhorst-Harpstedter Eisenbahn GmbH (DHE)
- Emsländische Eisenbahn GmbH (EEB)
- Eisenbahnen und Verkehrsbetriebe Elbe-Weser GmbH (EVB)
- Ilmebahn GmbH (ILM)
- Mindener Kreisbahnen GmbH (MKB)
- Verkehrsbetriebe Grafschaft Hoya GmbH (VGH)
- Verden-Walsroder Eisenbahn GmbH (VWE)
- Verkehrsgesellschaft Landkreis Osnabrück GmbH (VLO)